# Riuso di frequenza
In telecomunicazioni il riuso di frequenza è un concetto ed una tecnica di trasmissione tipica dei sistemi di radiocomunicazione, sia terrestri (reti cellulari) sia satellitari. Esso consiste nel riutilizzare la banda radio, assegnata al sistema per la fornitura dei servizi all'utente, in più aree o celle di copertura del territorio opportunamente suddiviso in modo tale che celle adiacenti (spesso parzialmente sovrapposte tra loro per garantire una copertura totale) utilizzino frequenze diverse (una volta partizionato lo spettro) in modo da non produrre interferenza reciproca. Questa tecnica presenta il notevole vantaggio di aumentare l'efficienza spettrale del sistema aumentando il numero di utenti servibili cioè evitando la rapida saturazione della banda radio disponibile e diminuendo al contempo la potenza necessaria a coprire il territorio servito dalla cella con quindi minor impatto sul possibile eventuale inquinamento elettromagnetico.